# Red Byron

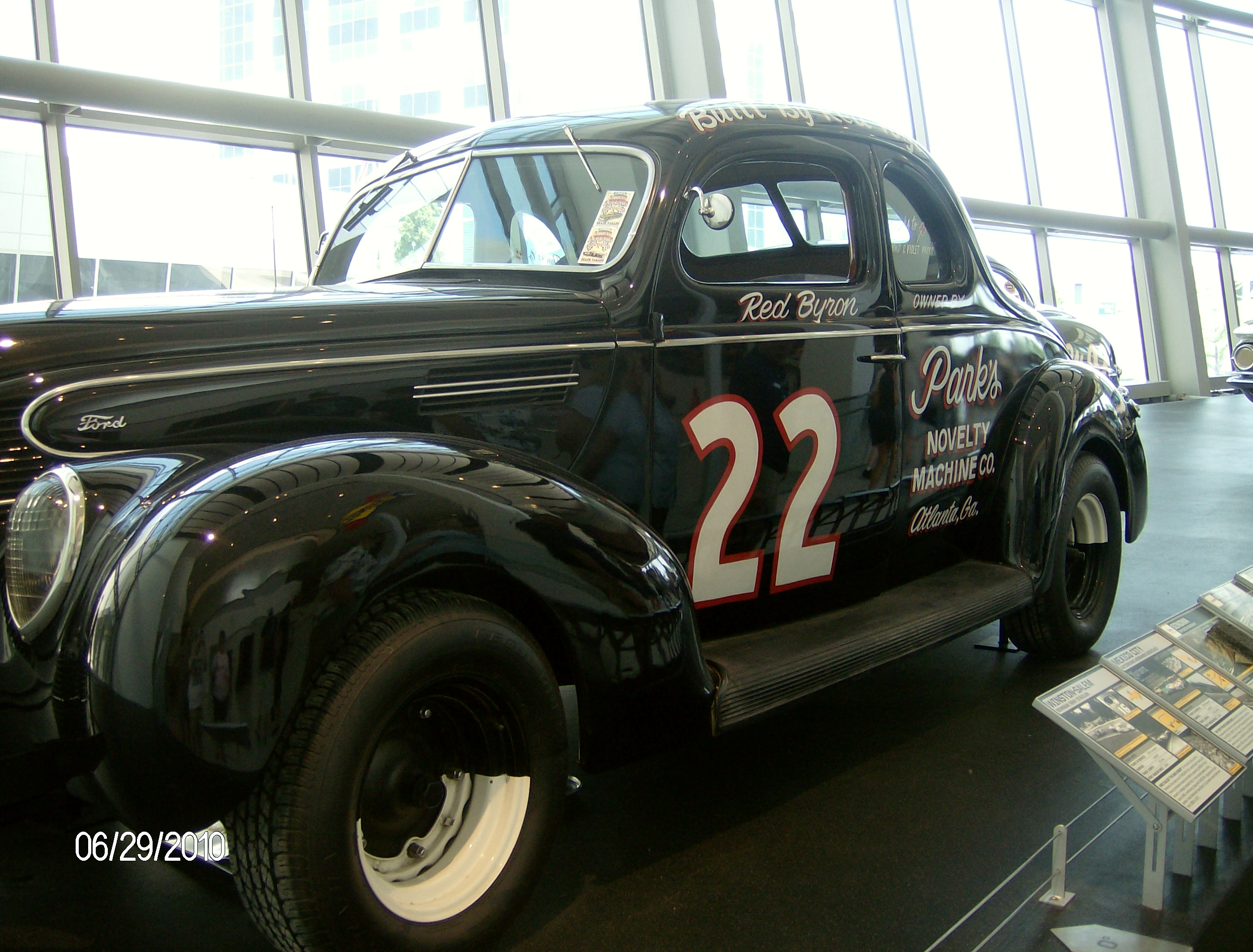
Carro de Red Byron na NASCAR.

Robert "Red" Byron (Anniston, 12 de março de 1915 — Chicago, 11 de novembro de 1960) foi um piloto estadunidense da NASCAR, sendo o primeiro campeão da categoria no ano de 1949. Faleceu de um ataque cardíaco em 1960.